# Stephen’s Test of Faith
Stephen's Test of Faith ist ein US-amerikanischer Kurzfilm von Stephen Yake aus dem Jahr 1998.

## Handlung
Billys Urgroßvater ritt mit den Dalton-Brüdern durch den Wilden Westen. Als Beweis für die kriminellen Machenschaften seines Urgroßvaters hält der ungefähr zwölfjährige Billy einen Steckbrief hoch. Ein Kopfgeld war auf den Urgroßvater ausgesetzt worden. Die Klassenkameraden sind von Billys Referat begeistert, die Lehrerin aber eher nicht. Skeptisch fragt sie Billy, wie die Geschichte des Urgroßvaters endete. Der erwischte Billy räuspert sich und gesteht, dass der Urgroßvater im „Knast“ gestorben sei. Nach diesem Vortrag ist der von Stephen an der Reihe. Sein Großvater diente im Zweiten Weltkrieg. Diese harte Zeit überlebte der Großvater nicht zuletzt durch den Glauben, durchs Lesen in der Bibel. Zu Stephens letzten Geburtstag schenkte der Großvater Stephen die Bibel, welche ihn während des Zweiten Weltkrieges begleitet und Überlebenskräfte in ihm freigesetzt hatte. Stephen hält die Bibel in die Luft, sodass jeder sie sehen kann. Doch nur die Klassenlehrerin scheint begeistert. Billy, Derek und Scott spotten lauthals und machen ihn lächerlich. Nach der Schule lauern sie den Bibeljungen, wie sie Stephen nennen, auf, verprügeln ihn und trichtern ihm ein, dass Billys Urgroßvater „cool“ war und Bibeln nichts „Cooles“ darstellen. Stephen bestätigt dies, verrät so den Glauben und wirft dazu noch die Bibel des Großvaters in den schmutzigen Rasen, der vom Herbstlaub bedeckt ist. Zu Hause angekommen, erfährt Stephens Vater von der Erniedrigung in der Schule. Zum Trost erzählt ihm der Vater zu dieser Nacht von Christen die, wegen ihres Glaubens, in der Vergangenheit verfolgt wurden, und auch von Christen, die bis auf den heutigen Tag wegen ihres Glaubens verfolgt werden. Erschöpft schläft Stephen ein und beginnt zu träumen.
Stephen befindet sich nun im Jahr 37 nach Christus vor der Stadt Jerusalem. Eine Menschenmenge steinigt soeben Stephanus. Auch seine Mitschüler Billy, Derek und Scott sind anwesend. Auf einmal beginnen sie Steine nach ihm zu werfen. Stephen duckt sich und findet sich plötzlich im Himmel wieder. Dort tritt der Märtyrer Stephanus auf ihn zu. Stephanus erklärt ihm, dass er ihn auf eine gefährliche Reise durch die Zeit mitnehmen werde.
Die Reise führt Stephen zunächst ins Jahr 33 zurück. Jesus sitzt mit seinen Jüngern zu einem abendlichen Mahl und spricht in die Runde, über Verrat und Verfolgung ihm und seinen Anhängern gegenüber. Schlagartig wendet sich Jesus Stephen zu und fragt ihn direkt ins Gesicht, ob er ihn verraten werde. Stephen weicht erschrocken zurück.
Ein weiterer Zeitsprung setzt ein und Stephen befindet sich im Kolosseum in Rom des Jahres 65 nach Christus. Hier kann er sich wieder mit Stephanus austauschen. Stephanus erzählt Stephen, dass der römische Kaiser Nero die Christen für ein Feuer, das große Teile der Stadt Rom zerstört hat, verantwortlich macht. Stephen und Stephanus beobachten, wie eine christliche Familie den Löwen zu Fraß vorgeworfen wird. Selbst der Junge der christlichen Familie geht ohne Zweifel am Glauben und ohne Widerruf in den Tod.
Die Zeitreise geht weiter. Stephen findet sich unvermittelt in einem gemütlichen Studierzimmer des evangelischen Theologen William Tyndale wieder. Es ist das Jahr 1535 in dem sich Stephen nun befindet. Tyndale hat große Teile der Bibel ins Englische übersetzt. Nun will er die noch fehlenden Teile des Alten Testaments übertragen. Aber seine Arbeit wird vom höheren Klerus der Kirche weniger geschätzt. Die höhere Klerus glaubt, dass das Übersetzen der lateinischen Bibel in eine Volkssprache eine Häresie darstellt, die verurteilt gehört. Außerdem sind ungebildete Menschen, im Gegensatz zu gebildeten Bibelkundigen Menschen, kontrollierbar. Während eines Gespräches das Stephen mit Tyndale führt kommt Henry Phillips vorbei. Er holt Tyndale ab und spielt ihn seinen Feinden zu. Verraten, wird Tyndale zur Strangulation und zur Verbrennung auf dem Scheiterhaufen verurteilt. Tyndales letzte Worte kurz vor der Hinrichtung im Jahr 1536 sind: „Herr öffne des Königs Augen für die Wahrheit deines Wortes“. Stephen, der die Hinrichtung beobachtet hat, lässt sich von Stephanus den Rest der Geschichte erzählen. Ein Mann namens Coverdale habe Tyndales Bibel vollendet und der englische König habe, nach Tyndales Tod, vom weiteren Verbot der englischen Bibel abgesehen.
Stephen reist noch in zwei weitere Zeiten. Zum einen ins kommunistische Russland des Jahres 1970, wo Christen mittels des KGBs verfolgt werden, zum anderen nach Pakistan, wo bis in die Gegenwart hinein Christen Verfolgungen ausgesetzt sind. Damit endet Stephens Zeitreise. Doch noch einmal trifft er auf Stephanus, der ihm abschließend erklärt, dass Christen bis in die heutige Zeit zu Christus stehen oder ihn verleugnen und dass trotz möglicher Lebensgefahr im Himmel die Belohnung zu erhalten sei.
Am nächsten Morgen wacht Stephen mit gestärkten Glauben auf. Betrübt geht er in den Schulunterricht. Der Unterricht wird vom Englischlehrer mit einer Frage eröffnet – er habe am letzten Tag eine Bibel nahe der Schule gefunden, ob jemand weiß wem diese gehöre. Stephen sagt ja, steht auf, sagt, dass es die seinige sei und nimmt sie selbstbewusst entgegen. Stephen hat damit den Test beziehungsweise die Prüfung seines Glaubens bestanden.

## Produktion
Der Low-Budget-Film wurde von der Stephen Yake Productions hergestellt. Seine Premiere erlebte der Film 1998 in den Vereinigten Staaten. Den weltweiten Vertrieb übernahm Vision Video, welche den Film ungefähr im Jahr 2000 auf Video veröffentlichte. Die erschienene DVD enthält neben der englischen Sprachfassung, eine spanische, eine portugiesische und eine arabische Synchronisation, als auch einen englischen Untertitel. Eine deutsche Fassung existiert nicht.

## Medien
- DVD: Stephen's Test of Faith – Vision Video
- VHS: Stephen's Test of Faith – Vision Video